# 捜諧若鞮単于
捜諧若鞮単于（呉音：しゅうがいにゃくたいぜんう、漢音：しゅうかいじゃくていせんう、拼音：Sōuxiéruòdīchányú、？ - 紀元前12年）は、中国前漢時代の匈奴の単于。呼韓邪単于と第2閼氏（大閼氏）との子で、復株累若鞮単于の弟。捜諧若鞮単于というのは単于号で、姓は攣鞮氏、名は且麋胥（しゃびしょ）という。

## 生涯
呼韓邪単于と第2閼氏（大閼氏）との間に生まれる。
建始2年（前31年）、兄の復株累若鞮単于が即位すると、王位継承の規則により次の弟であった且麋胥は左賢王に任ぜられた。
鴻嘉元年（前20年）、復株累若鞮単于が死去したので、左賢王であった且麋胥が捜諧若鞮単于として即位した。捜諧若鞮単于は子の左祝都韓王である朐留斯侯を漢に遣わして入侍させ、弟の且莫車を左賢王とした。
元延元年（前12年）、捜諧若鞮単于は明年の元延2年（前11年）に入朝するという手続きをしたが、その年に病死してしまう。そこで弟の左賢王且莫車が立ち、車牙若鞮単于となった。

## 子
- 左祝都韓王（朐留斯侯）

## 参考資料
- 『漢書』（匈奴伝下）